# 吳昜
吳昜（？—1646年），字日生，號惕斋，南直隸蘇州府吳江縣人，明朝、南明政治人物。

## 生平
吳昜天生神力。崇禎九年（1636年）丙子科應天鄉試第十名舉人，十六年（1643年）癸未科進士。十七年（1644年）前往揚州投靠史可法，上呈《中興末議》，史可法題授兵部職方司主事，為自己監軍。弘光元年（1645年）赴江南籌集糧草，未還而揚州失，率船隊開赴吳江，吳江亦失。前往太湖駐紮，與同邑舉人孫兆奎、諸生沈自駉起義，共組“白腰黨”，屯兵長白蕩，出沒太湖、三泖間，獲隆武帝遙授兵部右侍郎。八月二十四日，與清將吳勝兆戰於塘口，獲舟二十艘。翌日大雨，為清兵所敗，吳昜僅一人泅水走，父吳承緒、妻沈氏及女皆溺死。隆武二年（1646年）鄉人周瑞在四保匯聚眾反清，吳昜再駐長白蕩，趁吳江城內鬧燈會之機，率兵第三次佔領吳江城，吳勝兆攻之，大敗，同年六月在嘉善被俘，被執至草橋門，不屈而被磔於市。

## 家族
曾祖吳山，刑部尚書。祖父吳邦禎，太仆寺卿。父吳承緒。